# Кизлар-Бірган
Кизла́р-Бірга́н (рос. Кызлар-Бирган, башк. Ҡыҙҙар-Биргән) — присілок у складі Зілаїрського району Башкортостану, Росія. Адміністративний центр та єдиний населений пункт Уркаської сільської ради.
Населення — 350 осіб (2010; 410 в 2002).
Національний склад:
- башкири — 73%
- росіяни — 26%